# Kostel svatého Františka z Assisi (Kněžmost)
Kostel svatého Františka z Assisi, zvaný též kostel svatého Františka Serafinského v Kněžmostě je empírová bloková sakrální stavba. Unikátnost stavby spočívá ve slohové empírové čistotě. Je chráněn jako kulturní památka České republiky.

## Historie
Kostel byl postaven v letech 1838–1841. Jeho věž byla dokončena 19. května 1841.
Duchovní správci kostela jsou uvedeni na stránce: Římskokatolická farnost Kněžmost.

## Architektura

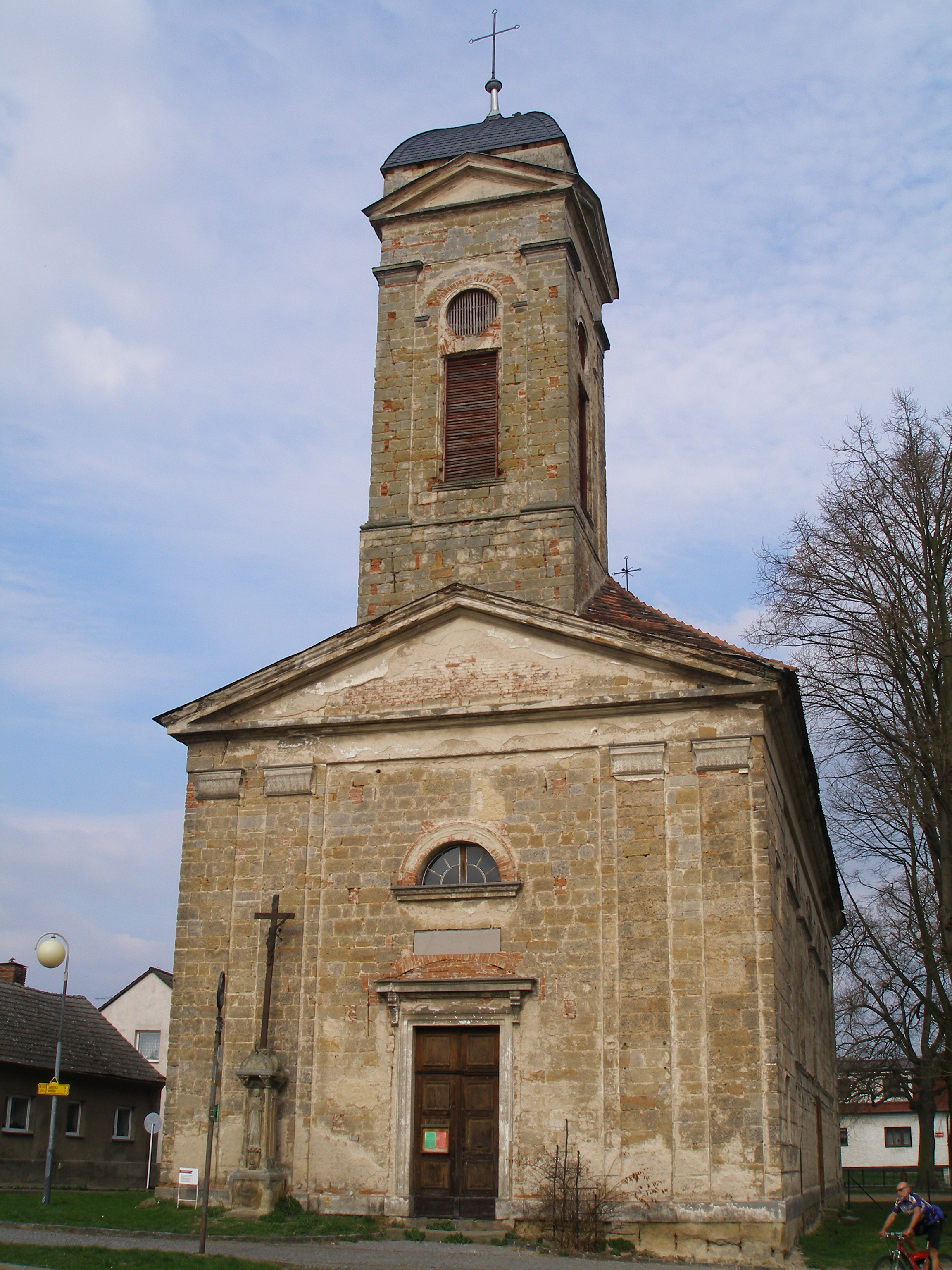
Průčelí kostela sv. Františka Serafinského v Kněžmostě

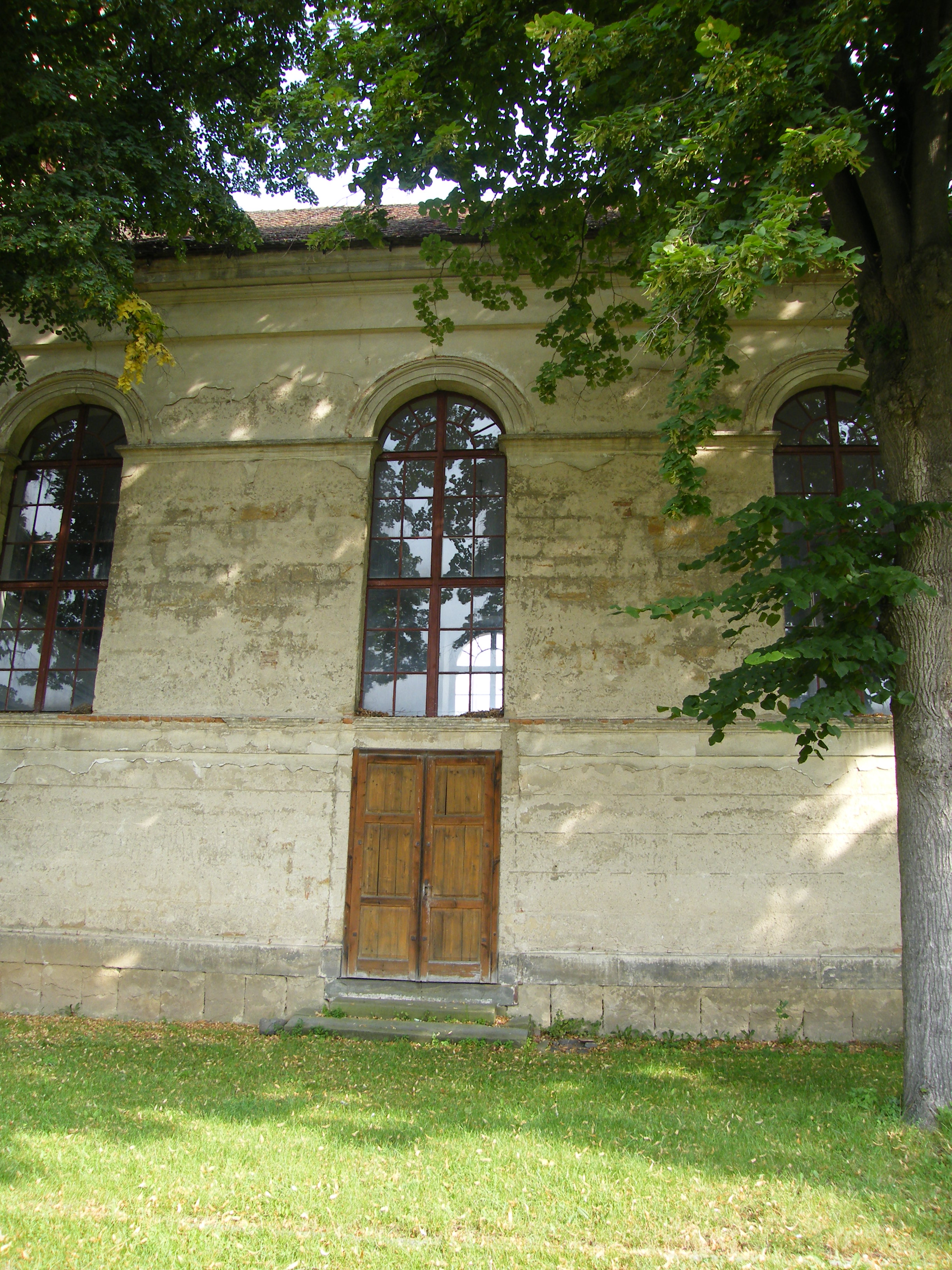
Boční vchod do kostela

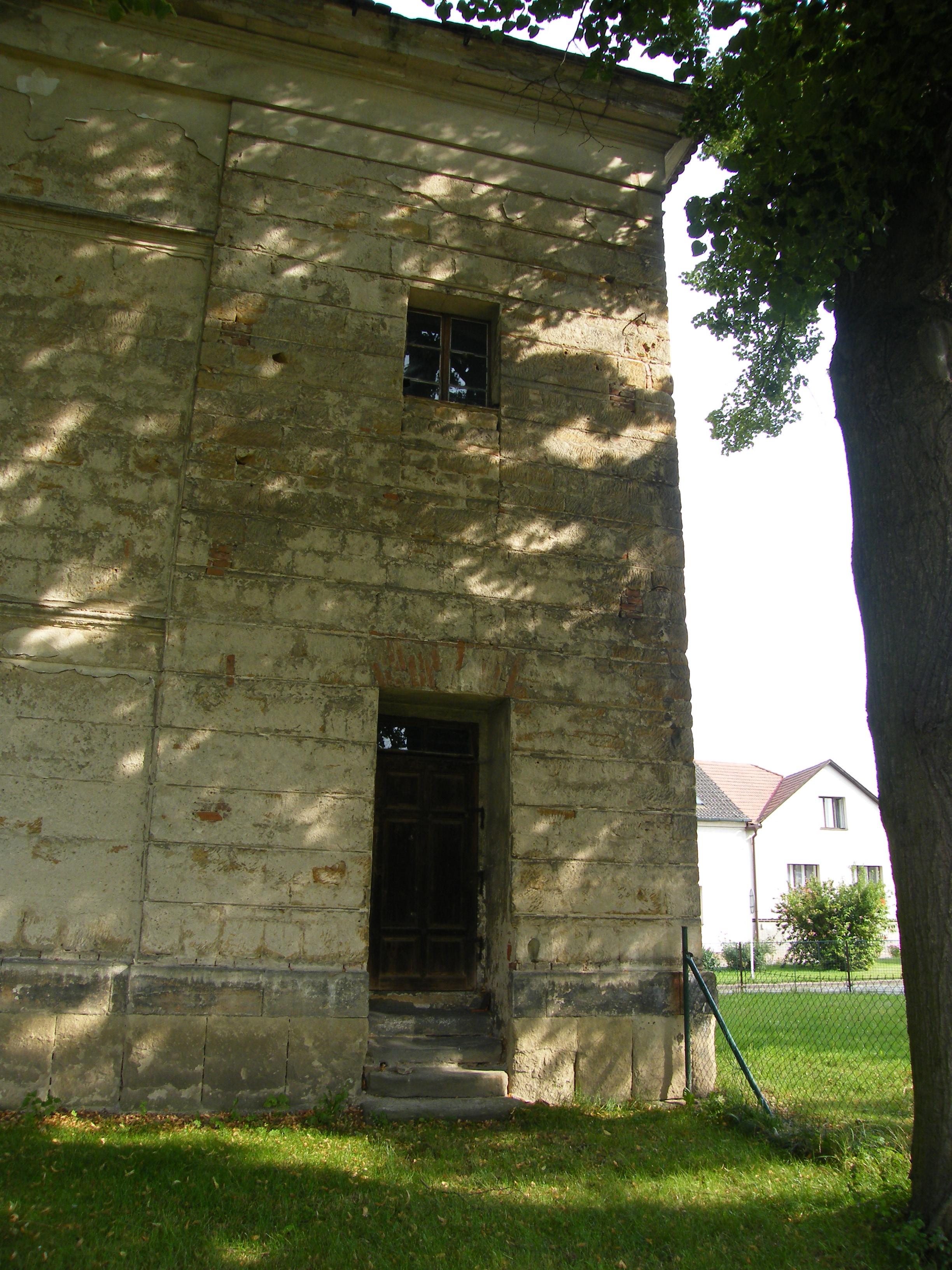
Vchod do sakristie

### Exteriér
Budova je obdélná, sálová bez vyznačeného presbytáře s hranolovitou věží nad vstupním průčelím, které je členěno dvěma páry pilastrů nesoucí hranolový štít. Mezi pilastry se nachází portál vyznačený kladím na volutových konzolách. Boční stěny v omítce jsou bosovány a prolomeny třemi vysokými okny s půlkruhovými záklenky. Také věž je opatřena nárožními pilastry.

### Interiér
Vnitřní prostor je rozdělen na loď a oproti lodi užší presbytář. Mezi presbytář a líc zevní stěny budovy kostela jsou vtěsnány z jedné strany sakristie a z druhé oratoř. Stěny interiéru jsou rozčleněny pilastry, na nichž je položen rovný strop. Kruchta je zděná a rovná; spočívající na dvou toskánských sloupech.

## Zařízení
Vnitřní vybavení je empírové, tedy soudobé z dobou výstavy kostela. Hlavní oltář pochází od řezbáře P. Buška ze Sychrova z roku 1843. Je ve tvaru pilířové arkády s obrazem Smrti sv. Františka od Antonína Lhoty. Dva boční oltáře jsou typově shodné; oltář Panny Marie pochází z roku 1876 a oltář sv. Jana Nepomuckého s obrazem světce od Josefa Vojtěcha Hellicha z roku 1875.
K unikátům patřily barokní varhany z roku 1672, opravené roku 1707 františkány z Turnova. Tyto třívěžové varhany byly zdobeny boltcovou ornamentikou. Nyní jsou na kůru instalovány do nové varhanní skříně repasované varhany z Německa.